# Ina Battistella
Catterina Anna Dora Battistella, detta Ina (Udine, 16 aprile 1889 – Udine, 16 luglio 1928), è stata un'infermiera e militare italiana membro del Corpo delle Infermiere Volontarie della Croce Rossa Italiana, insignita della medaglia Florence Nightingale, decorata con medaglia d'oro della Croce Rossa Italiana, e con medaglie di bronzo e d'argento al valor militare.

## Biografia
Ina Battistella all'anagrafe Catterina durante la prima guerra mondiale fu in servizio presso alcuni ospedali del fronte ed infine ad Udine dove il 4 novembre del 1918 si distinse nella difesa della città.
Nel dicembre del 1918 La Domenica del Corriere dedicherà l'illustrazione della sua copertina realizzata da Achille Beltrame per ricordare il suo gesto eroico a difesa contro un battaglione austriaco.
Nel 1930 una lapide fu posta a Udine in sua memoria.